# Artur Vinardell i Roig
Artur Vinardell i Roig (La Bisbal d'Empordà, 1852 — Girona, 1937) fou un periodista i escriptor republicà gironí.
Des de molt jove, participà en nombroses activitats periodístiques: El Faro Bisbalense, El Independiente de Girona —del qual fou director i fundador—, Revista de Gerona i El Demócrata, on publicà un article contra la monarquia que l'obligà a exiliar-se a París entre 1887 i 1925. S'especialitzà en la traducció d'obres mèdiques franceses al castellà. Traduí també dues obres d'Àngel Guimerà al francès. Dirigí la revista Catalunya-París (1903-04), portaveu del Centre Català de París, i París Quichotte (1905). El 1888-1890 redactà el full autògraf El Corresponsal de París.
De nou a Girona, es creà la Biblioteca Municipal de Girona amb la donació dels seus llibres, que després de la Guerra Civil Espanyola passaren a la Biblioteca Provincial. Col·laborà també a La Publicidad, El Diluvio i El Autonomista. Deixà també inèdits dos llibres sobre la Primera Guerra Mundial.

## Obres
- El partido republicano en España (1895)
- España en París (1902)
- Hores tràgiques i anecdòtiques de la guerra (1930)

Obres presentades als Jocs Florals de Barcelona
- ¡¡Somniava!! (1891)
- La guerra xorca (1921)
- Les fulles seques (1921)
- Jesús que torna (Llegenda poemàtica) (1921)
- El somni de la deslliurança (1921)
- Expansions darreres (1921)
- Lluny de ciutat (1921, 1931, 1932)
- Retorn d'exili (1931)